# ERYCA
ERYCA（1981年 - ）は日本の音楽家。サクソフォーン＆ボーカル）。本名は和賀恵里香。岩手県奥州市出身。
高校在学中より「Tama Charles & His Band」のメンバーとしてプロ活動を開始。現在は様々な有名ミュージシャンとのコラボレーション、ピアニスト柴田敏孝とのユニット「Butterfly Effect」でも独自の世界観を表現。ラジオパーソナリティ、コラムの執筆、モデル、企業へのコンサルタント等、様々な分野でも活動している。

## 略歴
岩手県奥州市江刺（旧岩手県江刺市）に生まれる。3歳からピアノを始め、10歳からサックスを始める。岩手県立岩谷堂高等学校に入学、高校在学中より「Tama Charles & His Band」のメンバーとしてプロ活動開始。高校卒業後に上京。VANTAN芸術学院へ入学。本格的に音楽を学ぶ。同校卒業後も都内を中心に様々なバンドのサポートメンバーとして活動を展開。
2004年、自身の音楽性に合う豊かな自然環境を求め、地元岩手に拠点を移す。同時期に日本を代表するサックス奏者のボブ斉藤に師事。
2005年、ロサンゼルスにて10日間のライブツアーを行う。
2007年、奥州エフエム放送にて、自身がメインパーソナリティを務める『SUN DELICA』がスタート。奥州エフエムの最長寿番組となっている。
2009年8月、ドラマー村上“ポンタ”秀一と初共演。その後ポンタとのユニット「ERYCA BAND」の活動をスタートさせる。
2012年8月～9月、近藤房之助 東北ツアーにメンバーとして参加。同じくツアーメンバーとして参加していたドラマー宮川剛と出会い意気投合、現在も共演を重ねている。
2014年4月、胆江日日新聞紙上にてコラム「サウンドコンシェルジュ」がスタート。人気コーナーとなり、2019年4月までの5年間連載。
2015年、村上“ポンタ”秀一、伊藤ハルトシ（Vc・Gt)、佐竹彩（pf）とのユニット「Sylf」の活動が本格化。東北、関東、関西、北陸ツアーを行う。
2016年11月、ピアニスト柴田敏孝とのデュオユニット「Butterfly Effect」による奥州市文化会館Zホール大ホールでのコンサートを開催。
2017年、作曲・編曲家/ピアニストの菅原敏（Re-trick）とデュオ活動を開始。同年8月ドラムに宮川剛を迎え、ホールコンサートを行う。デュオユニット「buddy-ryca」として活動を展開。
2019年5月に篠笛奏者の佐藤和哉と初共演し、それをきっかけとして「株式会社ふうち草」の提携アーティストとなる。8月11日　ファーストアルバム『serendipity』をリリース。
ERYCAのジャンルにとらわれない独特の音楽スタイルが各方面から注目を集め、ハーモニカ奏者 八木のぶお、マリンバ奏者 新谷祥子、海外から高い評価を得る画家 越ちひろ、サックス奏者ユッコ・ミラーなど、数多のトップミュージシャン、アーティストと共演を重ねる。

## 人物
実家は岩手県奥州市にある原敬ゆかりの老舗料亭「新茶家」。3歳から日本舞踊の若柳流に入門。母親と同じ師範の元で10年間日本舞踊を学ぶ。日本舞踊をやめたきっかけは、名取の試験を受ける・サックスを買う、どちらがいいかと両親に聞かれ、サックスを選んだこと。
父親がオーディオ好きで、ジャズやソウルミュージックを愛好。その影響を受けて育った。
母親は学生時代に美大を目指していたほどアートを愛好しており、その母に連れられて幼少時から展覧会等に足を運ぶ機会も多く、影響を受けた。
高校2年生から先輩とアマチュアバンドをはじめ、その練習で訪れた貸スタジオの経営者Tama Charlesにスカウトされた。高校3年生時にTama Charlesと音楽活動を行うことを決め、それまで行っていたパンクロックバンドの卒業ライブを行った。2010年11月23日、Tama Charlesが関東ツアー中に神奈川県で急逝。12月から翌年の春まで追悼ライブで全国を回った。
2011年の東日本大震災後はボランティア活動に奔走。その後、ERYCAとしてソロ活動を開始。

## 作品
2019年8月11日　ファーストアルバム「serendipity」をリリース。

## チームジャフリカン（鍵盤ハーモニカプロジェクト）
鍵盤ハーモニカの収集と海外への寄贈を目的としたボランティアグループで、ERYCAが代表を務める。

### チームの目的
- 日本の子ども達が息を吹き込んだ鍵盤ハーモニカを世界の子ども達へと送り、子ども達の将来に新たな可能性を提供する。
- 鍵盤ハーモニカをきっかけに日本の子ども達と世界の子ども達をつなぐ。

### 活動内容
- 使わなくなった鍵盤ハーモニカの回収
- 回収した鍵盤ハーモニカ発送のためのクリーニング＆メンテナンス
- JICA等の団体と連携しながら、アフリカへ鍵盤ハーモニカを発送
- 音楽を通じて国際協力及びボランティアについての啓発活動
- ボランティア等の啓発、地域活性化のためのイベント主催及び開催
- 地域の更なる文化意識向上のためのワークショップ主催及び開催

### 経緯と実績
2010年7月、Tama Charlesの発案により鍵盤ハーモニカの回収活動がスタート。2010年11月にTama Charles急逝後は、ERYCAが代表に就任、鍵盤ハーモニカの収集を続ける。主な鍵盤ハーモニカの送り先は、モンゴル、ベナン、カメルーン、ガーナ、ルワンダ、スリランカ、フィリピン、ベリーズ等で、主に独立行政法人国際協力機構（JICA）を通じて数百台を寄贈。2013年には台風被害にあったフィリピンの小学校へ鍵盤ハーモニカを寄贈。鍵盤ハーモニカのクリーニングイベントや、チャリティーコンサート、写真展等も開催。